# Игра Криминального доктора
«Игра Криминального доктора» (англ. The Crime Doctor's Gamble) — американский детективный фильм режиссёра Уильяма Касла, который вышел на экраны в 1947 году.
Это девятый фильм киносериала студии Columbia Pictures о докторе Ордуэе, он же Криминальный доктор, роль которого во всех фильмах сыграл Уорнер Бакстер.
В этом фильме доктор Ордуэй прибывает в Париж для чтения лекций. Его друг, инспектор полиции Жак Моррель (Марсель Журне) просит помочь оценить психическое состояние Анри Жардена (Роджер Данн), подозреваемого в убийстве своего богатого отца в порыве неконтролируемой ярости. После беседы с Анри у Ордуэя ставит под сомнение его виновность и начинает собственное расследование. Вскоре у Ордуэя появляются и другие подозреваемые, среди которых тесть Анри, эстрадный метатель ножей Морис Дюваль (Эдуардо Чианнелли), который получил от Жардена-старшего крупный кредит, и художник Антон Жеру (Морис Марзак), который влюблен в Миньон (Мишлен Шарель), дочь Мориса и жену Анри. Под подозрением оказываются также владелец художественной галереи Луи Шабоне (Анри Летондаль), а также семейный адвокат Жюль Доде (Стивен Герей). Пока идёт расследование, погибает Морис, а затем и Антон. В итоге с помощью хитрой уловки Ордуэю удаётся разоблачить преступника, который совершил убийство во время кражи одной из картин, принадлежащей Жардену.
Несмотря на интересный сюжет, критики дали фильму невысокую оценку по причине некачественной режиссёрской работы Касла, а также слабой игры всего актёрского состава, включая даже Бакстера.

## Сюжет
Доктор Ордуэй (Уорнер Бакстер) прибывает в Париж для выступления с речью во Французском психиатрическом институте. Его друг, начальник парижской полиции Жак Морель (Марсель Журне) тепло встречает его, и они чудесно проводят вечер, наслаждаясь парижской жизнью. Во время посещения ночного клуба Le Coo Rouge они видят эстрадный номер, в котором метатель ножей Морис Дюваль (Эдуардо Чианнелли) выступает вместе со своей дочерью Миньон (Мишлен Шарель). Увидев Мориса на сцене, Ордуэй говорит: «Этот парень играет с убийством!». В ответ инспектор Морель даёт понять, что это именно то, что он подозревает.
На следующий день Морель уговаривает Ордуэя помочь оценить психическое состояние Анри Жардена (Роджер Данн), молодого человека, обвиняемого в убийстве своего отца. Анри по просьбе доктора вспоминает события, предшествовавшие этому убийству: После того, как Анри вопреки желанию отца женился на Миньон, их отношения испортились. Общий друг, художник Антон Жеру (Морис Марзак), убедил его помириться со своим богатым родителем. По совету Антона Анри пришёл поговорить с Жарденом-старшим, который, услышав новость о женитьбе, отрёкся от своего сына. Последовала ожесточенная ссора, после которой Анри наступил провал в памяти. Отпустив Анри, Морель рассказывает Ордуэю, что во время Второй мировой войны он провёл вместе с ним три года в концентрационном лагере. После освобождения у Анри случился психический срыв, и он оказался в клинике, но через некоторое время был выпущен как полностью здоровый человек. Затем Морель заявляет, что, по его мнению, Жардена зарезал Морис одним из своих метательных ножей, аналогичных найденному на месте преступления. Вскоре в кабинете появляется Жюль Доде (Стивен Герей), адвокат семьи Жарденов, который заявляет, что Жардену следует признать вину и сослаться на временную невменяемость, что будет звучать убедительно с учётом его прошлых психических проблем. Но, как полагает Морель, Анри не пойдет на это.
Затем Ордуэй встречается с Морисом Дювалем у него дома. Когда Морис выражает недовольство свадьбой своей дочери с Анри, Ордуэй напоминает ему, что, если Анри признают виновным и невменяемым, Миньон как жена унаследует состояние Жардена. После этого Ордуэй заходит в находящуюся в том же доме студию к Антону Жиро, где понимает, что тот влюблён в Миньон. Доктор впечатлён умением Антона подделывать картины старых мастеров. Художник рассказывает, что в отличие от его оригинальных работ, сделанные им копии работ старых мастеров пользуются большим спросом, особенно, у американцев, и вскоре целую партию таких работ галерея Луи Шабоне (Анри Летондаль) направит для продажи в США. Когда Ордуэй собирается уходить, Антон предлагает ему несколько копий шедевров, которые он написал, для чего приглашает доктора позднее вечером встретиться с ним в художественной галерее Шабоне. Перед встречей с Антоном Ордуэй навещает Миньон в её гримерной, чтобы заручиться её помощью в доказательстве невиновности Анри. Она обещает доктору полную поддержку, так как любит Анри и не может поверить в его виновность. Чуть позднее на тёмной улице перед галереей Шабоне на Антона совершает нападение неизвестный, в результате чего художник погибает. Когда появляется Ордуэй, убийца бьёт его, лишая сознания, а затем исчезает. Полиция полагает, что злоумышленником был взломщик, однако, как заявляет Шабоне, никаких следов взлома нет. Когда обнаруживается, что пропали копии картин, выполненные Антоном, полиция полагает, что вор похитил их, приняв за оригиналы.
Позже, в доме Жардена, Доде показывает Морелю и Ордуэю старый контракт между Жарденом и Морисом, который он только что нашёл. Согласно этому контракту четырнадцатилетней давности, Жарден одолжил Морису деньги под залог части его имущества. По словам Теодора, дворецкого Жардена (Жан Дель Валь), его хозяин отказался от погашения кредита и наложил арест на имущество Мориса. В этой связи Доде предполагает, что Морис имел серьёзный мотив убить Жардена. Морель приезжает к Морису домой, чтобы арестовать его по подозрению в убийстве, но обнаруживает его мёртвым в постели с предсмертной запиской, в которой тот сознаётся в убийстве Жардена во время ночной стычки. После получения этого признания полиция выпускает Анри на свободу, и он возвращается домой к Миньон. Ордуэй также добивается присуждения Анри наследства его отца. Вскоре после этого Ордуэй навещает пару, заявляя им, что, по его мнению, предсмертная записка была поддельной, поскольку в отчёте коронера указано, что Морис умер от естественных причин. Затем Ордуэй просит Анри помочь с разоблачением настоящего убийцы и для этой цели выставить все ценные произведения искусства своего отца на аукцион.
В аукционе среди участников оказываются двое американских специалиста, коллекционер Браун (Уитон Чамберс) и арт-критик О’Рейли (Эмори Парнелл). Когда ведутся торги самой дорогой картины, после того, как Браун делает крупную ставку, О’Рейли доказывает, что эта картина является подделкой. Браун отказывается от сделки, возникает угроза скандала и цены на подделку резко падают. В этот момент якобы для того, чтобы спасти репутацию семьи Жарденов, картину по чрезвычайно низкой цене покупает Доде. В ту же ночь картину доставляют адвокату в подвальное хранилище в его офисе. Ордуэй незаметно пробирается в подвал, где обнаруживает копии картин работы Жеру, украденные из галереи Шабоне. Когда появляется Доде, он бросает в Ордуэя топор, после чего начинается драка, в которой адвокат одерживает верх. Когда он собирается бросить копии картин и тело Ордуэя в печь, тот внезапно наносит Доде сильный удар в челюсть, отправляя того в нокаут. После прибытия полиции Ордуэй рассказывает Морелю, что организовал аукцион, чтобы заставить убийцу проявить себя, выкупив картину, как только она будет разоблачена как подделка, чтобы прекратить возможное последующее расследование. После ареста Доде сознаётся, что это он убил Жардена-старшего, когда тот поймал его на подмене подлинной картины подделкой. Доде убил и Жеру, чтобы тот не рассказал никому, что он изготовил подделку этой картины.

## В ролях
- Уорнер Бакстер — доктор Роберт Ордуэй
- Мишлен Шарель — Миньон Дюваль Жарден
- Роджер Данн — Анри Жарден
- Стивен Герей — Жюль Доде
- Марсель Журне — инспектор Жак Морель
- Эдуардо Чианнелли — Морис Дюваль
- Морис Марзак — Антон Жеру
- Анри Летондаль — Луи Шабонне
- Жан Дель Валь — Теодор, дворецкий
- Леонардо Скавино — Бревуар, акционист
- Уитон Чамберс — Браун
- Эмори Парнелл — О’Рейлли
- Джордж Дэвис — Поль Ромейн
- Фрэнк Арнольд — покупатель

## История создания фильма
Это предпоследний, девятый фильм цикла о Криминальном докторе и третий фильм цикла, который поставил режиссёр Уильям Касл. Как отмечает историк кино Ким Ньюман, «к этому моменту Касл уже был режиссёром обратившей на себя внимание картины категории В „Когда незнакомцы женятся“ (1944) и пары хорошо зарекомендовавших себя фильмов из серии про Свистуна».
Действие этого фильма происходит исключительно в Париже, куда Ордуэй приезжает с двухнедельным лекционным туром. Помимо Уорнера Бакстера, актёрский состав состоит в основном из французских и европейских актеров.
Эмори Парнелл, у которого ранее была более важная роль капитана Берча в фильме «Смелость Криминального доктора» (1945), на этот раз появляется во второстепенной роли О’Рейли, американского эксперта, участвующего в аукционе.
Фильм находился в производстве с 14 по 26 июля 1947 года и вышел в прокат 27 ноября 1947 года.

## Оценка фильма критикой
Как написал журнал Variety в номере от 26 ноября 1947 года, это «хороший второй фильм для двойных киносеансов». Историк кино Клифф Алиперти отмечает, что «хотя двух вероятных подозреваемых убивают уже в начале, фильм сохраняет интригу и не раскрывает тайну до тех пор, пока не сработает ловушка, расставленная Ордуэем».
Ким Ньюман отмечает: «Все прекрасно понимают, что развязка сериала близка. Уорнер Бакстер в роли доктора Ордуэя выглядит усталым и измученным, под конец отправляясь в мировое турне в стиле Чарли Чана». По словам критика, в этой картине врач-психолог Ордуэй не использует свои «давно забытые психологические приёмы», а разговоры на психиатрические темы включены «просто для галочки (они явно написаны людьми, которые понятия не имеют, о чём говорят)». Вместо этого Ордуэй «прибегает к испытанным детективным методам, таким как ошеломление подозреваемых неожиданными разоблачениями, чтобы посмотреть, кто и как будет выкручиваться, а также борьба в темноте с неизвестным».
Особенно негативно Ньюман оценил режиссёрскую работу Касла, написав, что картина «смотрится непродуманной и лишённой воображения даже по меркам более бедных студий, не говоря уж о Columbia. Персонажи стоят вокруг, путая реплики, глядя в камеру и замирая, когда другие говорят, в то время как вся постановка является рудиментарной, неуклюжей, корявой и топорной». Критик добавляет, что танцевальный номер в клубе с участием апачей затянут, номер с метанием ножа — наименее захватывающий в фильме, «сцены драк не прошли бы проверку и в 1912 году, и ни один из актёров второго плана (куда входит необычно большое число французских эмигрантов) не проявляет особой индивидуальности».